# Rt Seneka
Rt Seneka (rus. Мыс Сенека) je strmi rt u zapadnom Ohotskom moru. Ima strme litice koje su visoke 150 m i sivkasto-smeđe boje. Čini istočnu točku ulaza u Tugurskog zaljeva, jugoistočnu točku Lindholmovog tjesnaca i zapadnu točku ulaza u Akademijski zaljev; na njegovu sjeveru nalazi se otok Beliči. U blizini točke formiraju se brojni plimni razrezi i vrtlozi.

## Povijest
Američki kitolovci krstarili su u potrazi za grenlandskim kitovima izvan luke između 1855. i 1874. godine. Zvali su ga Shantar Head ili Walrus Point.